# Muhammad Mahdi al-Dżawahiri
Muhammad Mahdi al-Dżawahiri, arab. محمد مهدي الجواهري (ur. ok. 1900 w An-Nadżafie, zm. 27 lipca 1997 w Damaszku) – iracki poeta uważany za przedstawiciela nurtu neoklasycznego poezji arabskiej, znany przede wszystkim ze swojej poezji politycznej. 

## Życiorys
Al-Dżawahiri urodził się w rodzinie szyickich ulemów z Nadżafu i odebrał tradycyjne wykształcenie w zakresie nauk religijnych i literatury. Nie pociągała go kariera religijna, szybko jednak odkrył w sobie zamiłowanie do literatury i zaczął publikować wiersze w rodzącej się właśnie irackiej prasie. W 1927 przeniósł się do Bagdadu, gdzie pracował jako nauczyciel, szybko jednak popadł w konflikt z dyrektorem generalnym oświaty Satim al-Husrim, który był przeciwny zatrudnianiu szyitów i doprowadził do jego zwolnienia. Dzięki rodzinnym znajomościom Al-Dżawahiriemu udało się jednak dostać na dwór króla Fajsala (1921–1933), gdzie miał spędzić następne trzy lata. W 1930 zrezygnował z pozycji na dworze, ponieważ okazała się ona nie do pogodzenia z treścią niektórych jego wierszy. W następnych latach miał utrzymywać się z bycia nauczycielem i dziennikarzem. 
W latach 1930–1961 redagował w sumie dwanaście z reguły krótko istniejących gazet, które były często zamykane ze względu na wyrażane przez niego na ich łamach bezkompromisowe opinie dotyczące m.in. wolności słowa. W latach 1947–1948 zasiadał w irackim parlamencie, zrezygnował jednak ze swojego mandatu w proteście przeciwko postanowieniom traktatu brytyjsko-irackiego z 1948 roku. W trakcie protestów przeciwko traktatowi (znanych jako Al-Wasba – „Zryw”) zginął jego brat, któremu poświęcił jeden ze swoich najbardziej znanych wierszy, Mój brat Dżafar. W tym okresie zaczął być coraz bardziej kojarzony z iracką lewicą i wziął udział w Światowym Kongresie Intelektualistów w Obronie Pokoju we Wrocławiu w 1948. Po tym, jak premier Nuri as-Sa’id wprowadził stan wojenny, napisał niektóre z najważniejszych ze swoich poezji politycznych, takie jak Głodujący, Upadek, ciemność i Ciężkie jak żelazo.
W latach 1952–1953 był przetrzymywany w obozie w Abu Ghurajb. W 1954 zdecydował się napisać kasydę z okazji koronacji Fajsala II (1953–1958) i jego sytuacja uległa polepszeniu, chociaż później miał żałować tego kroku. Po obaleniu monarchii przez rewolucję 1958 roku został obsypany zaszczytami przez nowy rząd, zostając m.in. Prezesem Związku Literatów Irackich. Szybko jednak popadł w konflikt z Abd al-Karimem Kasimem i w 1961, gdy dowiedział się, że przygotowywany jest zamach na jego życie, udał się na wygnanie do Pragi. Do ojczyzny powrócił w 1968 na zaproszenie liderów partii Baas, którzy dokonali zamachu stanu i do uznania prawa do rządzenia potrzebowali wsparcia poety, który był już wówczas narodowym symbolem. Przyjaźnił się z Salih Mahdim Ammaszem i co najmniej akceptował rządy prezydenta Al-Bakra i Saddama Husajna w latach 70., gdy tworzyli oni tzw. Front Narodowy wspólnie z irackimi komunistami. Po antykomunistycznym zwrocie do jakiego doszło w 1979, w następnym roku opuścił Irak i dzielił swoje wygnanie pomiędzy Pragę i Damaszek, gdzie ostatecznie zmarł.

## Twórczość
Al-Dżawahiri od najmłodszych lat studiował klasyczną poezję arabską, przy czym do jego ulubionych poetów mieli należeć Al-Buhturi i Al-Mutanabbi. Ze współczesnych pisarzy najbardziej wpłynęli na niego arabscy poeci neoklasyczni, tacy jak Szauki, Hafiz, Badawi al-Dżabal i Ar-Rusafi. Jego twórczość także zaliczana jest do nurtu neoklasycznego i przez całe życie pozostał wierny klasycznemu metrum oraz gatunkom poetyckim, takim jak kasyda. Ten konserwatyzm w zakresie poetyki łączył jednak z postępowymi, lewicowymi poglądami społecznymi. W swojej twórczości „komentował wydarzenia polityczne w kraju i w całym świecie arabskim, tworząc niezwykle patetyczne neoklasycystyczne ody, chętnie czytane przez wielu Arabów”. Wiele z jego utworów po raz pierwszy było prezentowanych w trakcie publicznych recytacji w obecności rozentuzjazmowanych tłumów. Niektóre ze stosowanych przez niego środków poetyckich, jak np. częste powtórzenia, wiąże się z tym publicznym charakterem jego poezji. Pisał także elegie (jest autorem m.in. elegii na śmierć króla Fajsala), poezję bachiczną (chamrijjat) oraz erotyczną, jego realizacje w tym zakresie są jednak uważane za mniej udane. Jego największych osiągnięć upatruje się w poezji politycznej, w której „nie ma sobie równych wśród [arabskich] poetów neoklasycznych”. Dzięki wielkiemu talentowi i żywemu patriotyzmowi zdobył sobie ogromne uznanie zarówno wśród krytyki literackiej, jak i najszerszych warstw irackiego społeczeństwa. Jego twórczość odpowiadała zapotrzebowaniu irackiej publiczności na poezję zaangażowaną, a zarazem kontynuującą dawne arabskie tradycje literackie. Z tego powodu Al-Dżawahiri jest uważany za „ostatniego wielkiego klasyka szkoły tradycyjnej”. Za jego życia nazywano go „Księciem Poetów” lub „Wielkim Dżawahirim”.